# (11455) Richardstarr
(11455) Richardstarr est un astéroïde de la ceinture principale.

## Description
(11455) Richardstarr est un astéroïde de la ceinture principale. Il fut découvert le 2 mars 1981 à l'observatoire de Siding Spring par Schelte J. Bus. Il présente une orbite caractérisée par un demi-grand axe de 3,06 UA, une excentricité de 0,04 et une inclinaison de 9,9° par rapport à l'écliptique.